# Ernst Ollech
Ernst Ollech (* 29. April 1936 in Puppen, Kreis Ortelsburg; † 16. November 2017 in Berlin) war ein deutscher Kaufmann und Landespolitiker (SPD). Er gehörte dem Abgeordnetenhaus von Berlin von 1990 bis 2001 an.

## Leben
Ernst Ollech übernahm in der DDR 1965 einen Raumausstatterbetrieb in Berlin-Lichtenberg. Er war 1989 einer der Gründer und erster Vorsitzender des Kreisverbandes Marzahn der Sozialdemokratischen Partei in der DDR. Für die SPD zog er 1990 als direkt gewählter Kandidat in das Berliner Abgeordnetenhaus ein, dem er dann bis 2001 angehörte.
Ollech starb im Alter von 81 Jahren im Vivantes Klinikum Kaulsdorf.